# Heinrich Breloer
Heinrich Breloer [ˌbʀeˈløːɐ̯], né le 17 février 1942  à Gelsenkirchen, est un scénariste et réalisateur allemand de télévision.
Breloer a joué un rôle déterminant dans la conception du docu-drame de genre cinématographique, combinant long métrage et film documentaire pour traiter principalement de sujets liés à l'histoire allemande moderne, pour lesquels il a reçu de nombreux prix.   

## Biographie
Heinrich Breloer a surtout travaillé sur des docudrames liés à l'histoire allemande moderne et a reçu de nombreuses récompenses.

## Filmographie partielle
Scénario et réalisation
- 1993 : Wehner – die unerzählte Geschichte (de) (téléfilm biographique sur Herbert Wehner)
- 1997 : Todesspiel (de) (documentaire télévisé)
- 2001 : Thomas Mann et les siens (Die Manns – Ein Jahrhundertroman) (téléfilm en trois parties)
- 2005 : Speer und Er (de) (mini-série télévisée en trois parties)
- 2008 : Les Buddenbrook, le déclin d'une famille (téléfilm)
- 2019 : Brecht

## Récompenses et distinctions
Heinrich Breloer a son étoile sur le Boulevard des stars à Berlin.